# Областной историко-краеведческий музей города Семей
Областной историко-краеведческий музей города Семей — один из областных историко-краеведческих и старейших музеев Казахстана.

## История
Музей был организован политическими ссыльными в 1883 году. Инициатороми и основателеми музея были ссыльные Е. П. Михаэлис, а также члены Семипалатинского Статистического комитета В. Н. Филиппов и М. И. Суворцев. Активное участие в создании музея принимали политические ссыльные, А. А. Леонтьев, П. Д. Лобановский, А. А. Блэк, Н. Я. Коншин и другие. Начинания о создании музея и общественной библиотеки были поддержаны председателем Статкомитета — губернатором А. П. Проценко. Свою лепту в деятельность музея в разное время внесли великий поэт Абай, философ и мыслитель Шакарим, писатель мирового масштаба Мухтар Ауэзов. За всю свою историю музей сменил местонахождение восемь раз. Последний переезд произошел в 1978 году и по настоящее время Областной историко-краеведческий музей находится в здании бывшего Дома генерал-губернатора. В годы революции и гражданского противостояния здание называлось Домом Свободы. Здесь в 1917 году на встрече с жителями города выступил с программной речью лидер Алашского движения Алихан Бокейханов. В том же году здесь проходил первый Семипалатинский областной съезд казахов, где рассматривается вопрос и было принято решение об образовании автономии. Как известно из истории музея — фонд музея берет благодатное начало от частных коллекции собранных политическими ссыльными и политэмигрантами. Набирая все больший объем, к началу нового XX века — к моменту учреждения Семипалатинского Подотдела Западно-Сибирского Отдела Русского Географического Общества в фонде музея насчитывается 2 489 единиц экспонатов. Большую часть из них составляли экспонаты археологии (427 единиц) относящиеся к ранней и средней эпохе истории, очень много экспонатов представляющих зоологию, ботанику, минералогию (1860 единиц) и этнографию (162). Они и в настоящее время составляют золотой фонд музея. 18 мая 2013 года с 19.00 до 23.30 Областной историко-краеведческий музей г. Семей провел мероприятие «Ночь в музее», приуроченное Международному Дню музеев. Гостями мероприятия стали представители областных и городских учреждений, коллективы культурно-общеобразовательных учреждений, школьники и студенты. Праздник открылся с выступления духового оркестра военного гарнизона РГК «Восток» г. Семей.

## Фонд
Научная библиотека, насчитывающая в своем фонде 34 тысяч томов редких издании, являющаяся составной частью музея — особая гордость семейчан. Здесь хранятся редкие издания — словари, справочники, ученые записки, труды ученых-исследователей России, Средней Азии и Китая, отчеты Семипалатинского Статистического комитета, атласы и географические карты, Записки Семипалатинского Подотдела Западно-Сибирского отдела Русского Географического Общества и иная научная литература. В фонде бережно хранятся подшивки периодических изданий конца XIX — начала XX вв. Сегодня фонд музея насчитывает более 105 тысячи единиц хранения. Обновленная и вновь созданная экспозиция музея представленаследующими разделами «Палеонтология и геология», «Природа родного края», «Археология и этнография», «История города и края», «О движении Алаш и г. Алаш», «Семей в годы Великой Отечественной войны», «Семей за безъядерный мир!», «Семей в годы независимости» в шести залах музея и филиале в здании городского Дворца культуры. В выставочном зале регулярно демонстрируются выставки на различные темы.

## Библиотека
При областном историко-краеведческом музее города Семей имеется научная библиотека, которая формировалась усилиями первых краеведов-энтузиастов в конце XIX века. В фонде библиотеки имеются справочные издания, которые стали библиографической редкостью: Энциклопедические словари Брокгауза Эфрона (1890—1904), Гранта (1912), Березина (1873), «Ботанический словарь» Анненкова (1878). Исследователей и любителей книг привлекают уникальные научные труды по многим отраслям знаний: истории, экономике, географии, этнографии края, книга «Кudatku bilik» Юсуфа Баласагуни (факсимиле уйгурской рукописи, подготовленное В. В. Радловым) и письменные труды других исследователей истории, культуры и природы края издания.

## Выставки и мероприятия
- «Семей в потоке времени». 4 июля 2012 года в выставочном зале областного историко-краеведческого музея ко Дню города была открыта фотовыставка «В потоке времени».
- «Ән серісі». 21 июня 2012 году в Областном историко-краеведческом музее состоялся вечер «Ән серісі», посвященный народному артисту Республики Казахстан, певцу Мадениету Сейтжанулы Ешекееву.
- Краеведческий клуб «Жер-Су». По итогам разведывательных поездок и полевой работы краеведческих экспедиций, осуществленных в минувшем году, 16 марта в Областном историко-краеведческом музее прошла конференция краеведческого клуба «Жер-Су».